# 大島村 (新潟県南蒲原郡)
大島村（おおじまむら）は、かつて新潟県南蒲原郡にあった村。

## 沿革
- 1889年（明治22年）4月1日 - 町村制の施行により、南蒲原郡大島新田、荻島興野、代官島新田及び井戸場新田の区域をもって、南蒲原郡大島村が発足する。
- 1901年（明治34年）11月1日 - 南蒲原郡大島村及び須頃村が合併して、南蒲原郡大島村が発足する。
- 1921年（大正10年）11月20日 - 大字島田の区域を南蒲原郡三条町に編入する。
- 1955年（昭和30年）
  - 1月1日 - 南蒲原郡大島村が三条市に編入する。
  - 3月20日 - 三条市の区域の内、旧南蒲原郡大島村の区域にあたる大字井土巻の区域が、燕市に編入する。

## 交通

### 鉄道路線
旧村域に日本国有鉄道 弥彦線が通過しており、現在は燕三条駅が設置されているが、当時は未開設。

また、現在は東日本旅客鉄道（JR東日本）上越新幹線も通っているが、当時は未開通。

### 道路
一級国道
- 国道8号

現在は旧村域を北陸自動車道の三条燕インターチェンジが所在するが、当時は未開通。